# 36 Batalion Celny

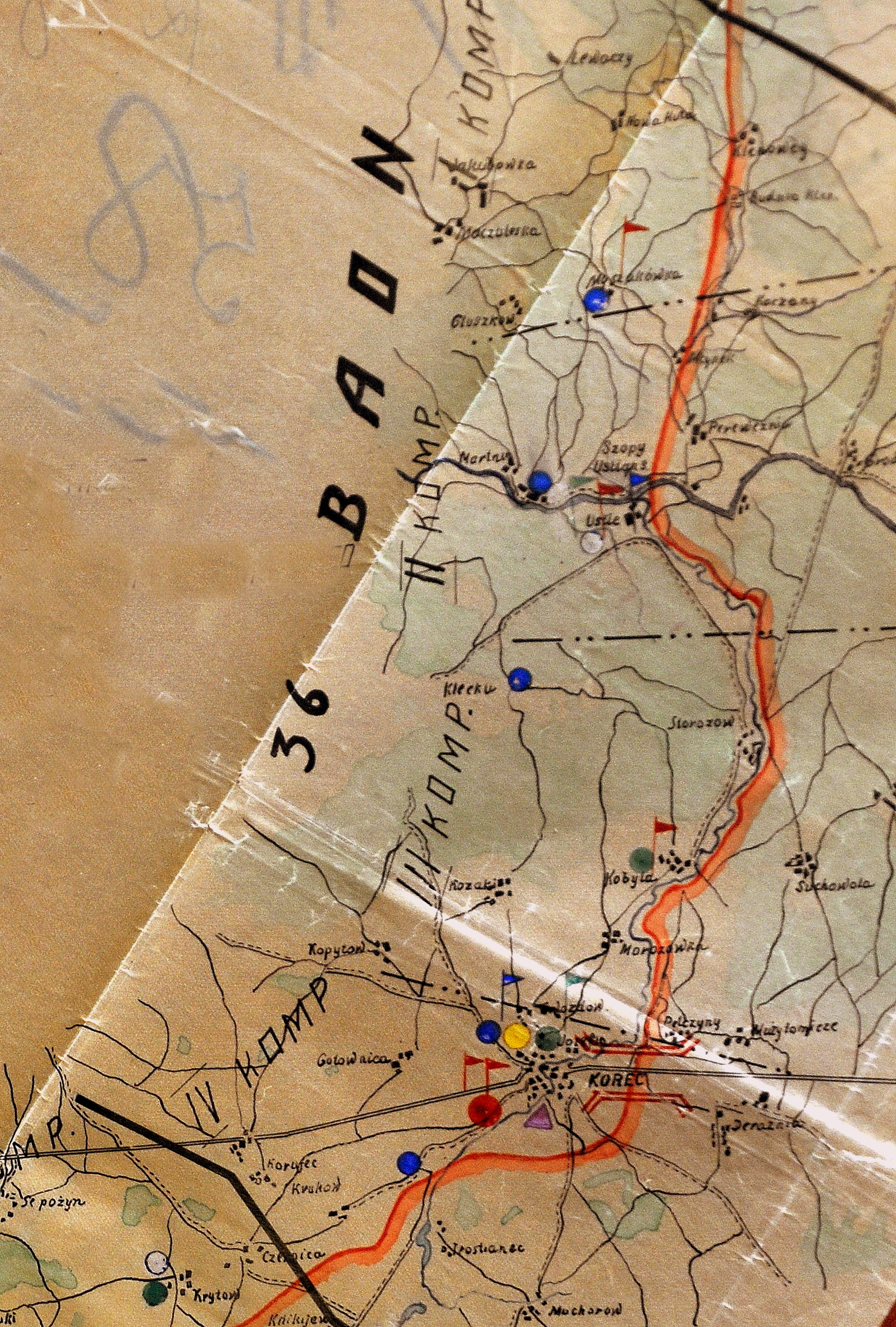
Rozmieszczenie 36 batalionu celnego

36 Batalion Celny – jednostka organizacyjna formacji granicznych II Rzeczypospolitej.

## Formowanie i zmiany organizacyjne
Na podstawie rozkazu Ministra Spraw Wojskowych L.11069/Mob. z dnia 13 sierpnia 1921 w miejsce batalionów etapowych i wartowniczych utworzone zostały bataliony celne. 36 batalion celny powstał od podstaw (nowo formowany) w granicach DOG Łódź. Etat batalionu wynosił 14 oficerów i 600 szeregowych. Podlegał Ministerstwu Spraw Wewnętrznych.
Pomimo że batalion był w całym tego słowa znaczeniu oddziałem wojskowym, nie wchodził on w skład pokojowego etatu armii. Uniemożliwiało to uzupełnianie z normalnego poboru rekruta. Ministerstwo Spraw Wojskowych zarówno przy ich formowaniu, jak i uzupełnianiu przydzielało mu często żołnierzy podlegających zwolnieniu, oficerów rezerwy oraz szeregowców i oficerów zakwalifikowanych przez dowództwa okręgów generalnych jako nienadających się do dalszej służby wojskowej.
Wykonując postanowienia uchwały Rady Ministrów z 23 maja 1922, Minister Spraw Wewnętrznych rozkazem z 9 listopada 1922 zmienił nazwę „Baony Celne” na „Straż Graniczna”. Wprowadził jednocześnie w formacji nową organizację wewnętrzną. 36 batalion celny przemianowany został na 36 batalion Straży Granicznej.

## Służba celna
Odcinek batalionowy podzielony był na cztery pododcinki, które obsadzały kompanie wystawiające posterunki i patrole. Posterunki wystawiano wzdłuż linii granicznej w taki sposób, by mogły się nawzajem widzieć w dzień. W tym zakresie batalion współpracował z posterunkami i patrolami Policji Państwowej. Współpraca polegała na tym, że te pierwsze wystawiały wzdłuż linii granicznej stale posterunki i patrole, natomiast policja tworzyła je w głębi strefy, poza linią graniczną. W zakresie ochrony granicy batalion podlegał staroście.
Sąsiednie bataliony
- 26 batalion celny ⇔ 24 batalion celny – XII 1921[8]

## Kadra batalionu
Dowódcy batalionu
| stopień    | imię i nazwisko               | okres pełnienia służby | kolejne stanowisko |
| ---------- | ----------------------------- | ---------------------- | ------------------ |
| płk piech. | Aleksander Czunichin-Karwecki | 1 XII 1921 – 1 X 1922  | emeryt             |

## Struktura organizacyjna
| Ordre de Bataille 36 batalionu celnego w Korcu na dzień 1 grudnia 1921 | Ordre de Bataille 36 batalionu celnego w Korcu na dzień 1 grudnia 1921 | Ordre de Bataille 36 batalionu celnego w Korcu na dzień 1 grudnia 1921 | Ordre de Bataille 36 batalionu celnego w Korcu na dzień 1 grudnia 1921 | Ordre de Bataille 36 batalionu celnego w Korcu na dzień 1 grudnia 1921 |
| kompanie                                                               | 1. Myszakówka                                                          | 2. Ujście                                                              | 3. Kobyla                                                              | 4. Korzec                                                              |
| ---------------------------------------------------------------------- | ---------------------------------------------------------------------- | ---------------------------------------------------------------------- | ---------------------------------------------------------------------- | ---------------------------------------------------------------------- |
| dowódcy                                                                | por. Antoni Dubiec                                                     | por. Łyczkowski                                                        | por. Piwakowski                                                        | por. Radczenko                                                         |
| wartownie                                                              | Myszakówka                                                             | Leśniczówka                                                            | Futor Monastyrski                                                      | Bryków                                                                 |
| wartownie                                                              | Huta Korecka                                                           | Leśniczówka                                                            | Morozówka                                                              | Bogdanówka                                                             |
| wartownie                                                              | Prikrenska                                                             | Ujście                                                                 | Kobyla                                                                 | Babin                                                                  |
| wartownie                                                              | Rubryk                                                                 | Szopy Uścieńskie                                                       | Leśniczówka                                                            | Babin                                                                  |
| wartownie                                                              | Perełysionka                                                           | Ok. wsi Młynek Spalony                                                 | Starożów                                                               | Nowe Miasto                                                            |
| wartownie                                                              |                                                                        | Berezówka                                                              | Frankopol                                                              | Żydkówka                                                               |
| wartownie                                                              |                                                                        | Cegielnia                                                              |                                                                        |                                                                        |
| wartownie                                                              | Korzec (szosa)                                                         |                                                                        |                                                                        |                                                                        |
| wartownie                                                              | Szytnia                                                                |                                                                        |                                                                        |                                                                        |
| OdeB 36 batalionu celnego w Korcu na dzień 1 października 1922.        |                                                                        |                                                                        |                                                                        |                                                                        |
| kompanie                                                               | 1. Huta Nowa                                                           | 2. Ujście                                                              | 3. Kobyla                                                              | 4. Korzec                                                              |
| dowódcy                                                                | por. Bukowski                                                          | por. Antoni Dubiec                                                     | por. Rudka                                                             | ppor. Teuchman                                                         |
| wartownie                                                              | Myszakówka                                                             | Frankopol                                                              | Chutor Czerniewski                                                     | Bogdanówka                                                             |
| wartownie                                                              | Huta Korecka                                                           | Ujście                                                                 | Morozówka                                                              | Babin                                                                  |
| wartownie                                                              | chut. Kołyczewo                                                        | Szopy                                                                  | Kobyla                                                                 | chut. Czaplinek                                                        |
| wartownie                                                              | Huta Nowa                                                              | Młynek Spalony                                                         | chut. Kobyla                                                           | Korzec (szosa)                                                         |
| wartownie                                                              | Pomiary                                                                | Berezówka                                                              | Storożów                                                               |                                                                        |
| wartownie                                                              | Siwki                                                                  |                                                                        |                                                                        |                                                                        |